# Calea ferată Satu Mare–Baia Mare
Calea ferată Satu Mare–Baia Mare este o cale ferată principală în România. Ea traversează nord-vestul țării.

## Istoric
Calea ferată a fost construită la sfârșitul secolului al XIX-lea, pe teritoriul Ungariei din componența Imperiului Austro-Ungar. Ea a fost pusă în funcțiune în anul 1884.
La sfârșitul primului război mondial, Transilvania a devenit parte componentă a României, iar căile ferate din Transilvania au fost preluate de compania feroviară română de stat CFR. În urma Dictatului de la Viena (1940), teritoriul Transilvaniei a fost împărțit între România și Ungaria, iar acest traseu feroviar a trecut temporar pe teritoriul Ungariei. În 1944 calea ferată a redevenit românească.

## Situație actuală
Calea ferată Satu Mare–Baia Mare este cu linie simplă și nu este electrificată. Ea este o parte a importantului traseu feroviar între Brașov și Satu Mare. Pe aici trec zilnic mai multe trenuri accelerate. De asemenea, această conexiune prezintă importanță și pentru traficul de mărfuri.